# 금곡초등학교 (경산시)
금곡초등학교는 대한민국 경상북도 경산시 남천면 금곡리 376에 있었던 초등학교이다.

## 연혁
- 1938년 8월 13일 남천공립심상소학교 금곡간이학교
- 1945년 8월 15일 남천국민학교로 편입
- 1965년 9월 6일 남천국민학교 금곡분교로 개교
- 1968년 3월 1일 금곡국민학교로 개교
- 1981년 3월 10일 병설유치원 개원
- 1996년 3월 1일 금곡초등학교로 교명 변경
- 2010년 3월 1일 남천초등학교로 통합